# Lee Atwater
Harvey LeRoy „Lee”Atwater (n. 27 februarie 1951, Atlanta, Georgia, SUA – d. 29 martie 1991, Washington, D.C., District of Columbia, SUA) a fost un consultant⁠(d) și strateg american al Partidului Republican. A fost consilier al președinților Ronald Reagan și George H.W. Bush, respectiv președinte al Comitetul Național Republican⁠(d). Tacticile sale agresive utilizate în campaniile electorale, în special strategia sudistă⁠(d), au stârnit numeroase controverse.

## Biografie
Atwater s-a născut în Atlanta, Georgia, fiul lui Alma „Toddy” (născută Page), profesoară, și al lui Harvey Dillard Atwater, angajat în domeniul asigurărilor. Acesta avea doi frați, Ann și Joe. A copilărit în Aiken, Carolina de Sud⁠(d). Când Lee avea cinci ani, fratele său de trei ani - Joe - a încetat din viață după ce a răsturnat o friteuză⁠(d) cu ulei încins pe el.
În perioada adolescenței, Atwater a cântat la chitară într-o trupă rock denumită The Upsetters Revue. A continuat să participe la concerte în cluburi, respectiv în subsolurile bisericilor chiar și la apogeul carierei sale politice, solo sau alături de B.B.King în zona Washington D.C. A lansat un album intitulat Red Hot & Blue prin casa de discuri Curb Records⁠(d) împreună cu Carla Thomas⁠(d), Isaac Hayes, Sam Moore⁠(d), Chuck Jackson⁠(d) și King. Robert Hilburn⁠(d) a menționat albumul în Los Angeles Times pe 5 aprilie 1990: „Cel mai amuzant lucru despre admirația acestui grup față de stilul Memphis al anilor 1950 și R&B-ul anilor 1960 este modul în care îți surprinde prietenii. Redați o selecție precum „Knock on Wood” sau „Bad Boy” pentru oricine fără să numiți cântărețul, iar apoi priviți cum i se umflă ochii când dezvăluiți că este controversatul președinte național al Partidului Republican, Lee Atwater”. În anii 1960, Atwater a cântat pentru scurt timp la chitară pentru Percy Sledge⁠(d).
Atwater a urmat liceul A.C. Flora⁠(d). În 1973, Atwater a absolvit Colegiul Newberry⁠(d), o mică instituție luterană privată din Newberry, Carolina de Sud⁠(d) unde a fost membru al frăției Alpha Tau Omega⁠(d). La Newberry, Atwater a activat în calitate de guvernator al Student Legislature din Carolina de Sud. Acesta a obținut un master⁠(d) în comunicații în cadrul Universității din Carolina de Sud⁠(d) în 1977.

## Cariera politică

### Campaniile electorale din 1980 și 1984
Tacticile agresive utilizate de Atwater au fost aplicate pentru prima dată în timpul campaniilor pentru Congres din 1980. A fost consultant al republicanului Floyd Spence⁠(d) în timpul campaniei sale pentru Congres. Acesta l-a atacat pe candidatul democrat Tom Turnipseed⁠(d) prin diverse tactici: manipulare prin sondaje de opinie⁠(d) sub formă de chestionare false distribuite de asa-numite surse independente care să aducă la cunoștința cetățenilor albi din suburbii că Turnipseed a fost membru al NAACP⁠(d), scrisori de ultimă oră din partea senatorului Thurmond în care se menționa că Turnipseed va dezarma Statele Unite, respectiv o va preda liberalilor și comuniștilor. În cadrul unei conferințe de presă, Atwater a trimis un fals reporter care la un moment dat s-a ridicat și a susținut că: „Înțelegem că Turnipseed a fost sub tratament psihiatric”. Mai târziu, Atwater le-a transmis  reporterilor în secret că Turnipseed „a fost legat la cabluri”, referindu-se la perioada din adolescență când acesta a fost supus terapiei electroconvulsivante⁠(d). Spence a câștigat alegerile electorale.

Președintele Ronald Reagan în timpul unei zbor cu Air Force One spre Alabama alături de Lee Atwater și Stu Spencer (15 octombrie 1984)

După alegerile din 1980, Atwater a mers la Washington și a devenit asistent al administrației Reagan sub directorul politic Ed Rollins⁠(d). În 1984, Rollins a gestionat campania electorală a lui Reagan, iar Atwater a devenit director adjunct și director al campaniei. Rollins menționează de nenumărate ori activitățile lui Atwater în cartea sa din 1996 Bare Knuckles and Back Rooms. Acesta menționează că Atwater a desfășurat o operațiune de trucuri murdare împotriva candidatului democrat Geraldine Ferraro⁠(d), publicând inclusiv faptul că părinții săi au fost inculpați în anii 1940 pentru organizarea unei loterii ilegale⁠(d). De asemenea, acesta l-a descris pe Atwater ca fiind „nemilos” și „un Oliver North⁠(d) în haine civile”.
Atwater a devenit partener senior la firma de lobby Black, Manafort, Stone și Kelly⁠(d) a doua zi după alegerile prezidențiale din 1984.
În anii petrecuți la Washington, Atwater s-a asociat cu vicepreședintele George H.W. Bush care l-a ales pe acesta să-i gestioneze campania electorală din 1988.

### „Strategia sudistă”
În calitate de membru al administrației Reagan în 1981, Atwater a acordat un interviu anonim politologului Alexander P. Lamis. Un fragment din interviu a fost tipărit în lucrarea The Two-Party South, iar mai târziu a apărut în cartea Southern Politics in the 1990s cu numele lui Attwater. Jurnalistul Bob Herbert⁠(d) a discutat despre interviul respectiv în numărul din 6 octombrie 2005 al The New York Times. Pe 13 noiembrie 2012, revista The Nation⁠(d) a lansat o înregistrare audio de 42 de minute a interviului. James Carter IV, nepotul fostului președinte Jimmy Carter, a ascultat casetele după ce a primit încuviințarea văduvei lui Lamis. În cadrul interviului, Atwater a discutat despre strategia sudistă a republicanilor:
Atwater: În ceea ce privește strategia sudistă formulată de Harry S. Dent, Sr.⁠(d) și anturajul său în 1968, opoziția față de legea care interzice împiedicarea exercitării dreptului de vot al persoanelor de culoare ar fi fost o parte centrală a menținerii influenței politice în sud. Acum nu mai trebuie să faci asta. Ca să mențineți în continuare sudul trebuie doar ca Reagan să discute aceleași probleme abordate încă din [campania sa din] 1964, și anume conservatorism fiscal, echilibrarea bugetului, reducerea impozitelor... știi tu, întreaga listă.
Lamis: Dar adevărul este, nu-i așa, că [discursul lui] Reagan atrage votanții lui Wallace și rasismul acestora prin eliminarea serviciilor juridice, prin reducerea bonurilor de masă pentru săraci⁠(d)?
Atwater: Să nu mă citați pe subiectul ăsta. Începi în 1954 spunând „Nigger, nigger, nigger”. Din 1968 nu poți spune „nigger” – asta te afectează. Apar reacții. Prin urmare spui lucruri precum desegregarea forțată a autobuzelor⁠(d), drepturile statelor și toate alea. Comunicați atât de abstract încât vorbiți despre reducerea impozitelor și toate aceste subiecte abordate sunt economice, iar un produs secundar al acestora este faptul că negrii sunt afectați mult mai puternic decât albii. [...] Susțin însă că dacă devenim atât de abstracți și atât de sistematizați [în discursuri], eliminăm problema rasială într-un fel sau altul. Ma înțelegi - deoarece prin a spune „Vrem să reducem asta” avem un mod mai abstract decât desegregarea autobuzelor și mult mai abstract decât „Nigger, nigger”. Deci, oricum o privim, problema rasială nu are prioritate.

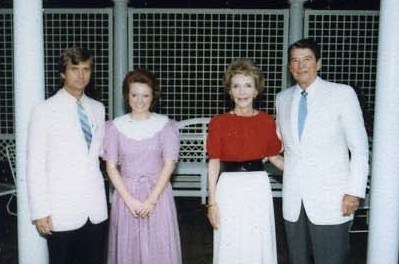
Atwater și soția sa alături de cuplul Reagan (1984)

De asemenea, Atwater a susținut că Reagan nu trebuie să abordeze comunitățile de culoare, sugerând că problemele lui Reagan transcend prisma rasială a „strategiei sudiste”:
Atwater: Dar Reagan nu a avut nevoie de o strategie sudistă din două motive. În primul rând, rasa nu reprezenta o problemă dominantă. Și în al doilea rând, problemele principale abordate în această campanie electorală au fost, citez, probleme sudiste încă din anii 1960. Așadar, Reagan își centrează campania pe probleme economice și de apărare națională. Întreaga campanie a fost lipsită de orice formă de rasism. Și vă mai spun un lucru la care trebuie să cugetați, unul care mă surprinde și pe mine, și anume lipsa de interes, faptul că votanții albi din sud nu au cunoștință de legea care interzice împiedicarea exercitării dreptului de vot al persoanelor de culoare.

### Campania electorală din 1988
Cea mai remarcabilă campanie a sa este reprezentată de alegerile prezidențiale din 1988⁠(d) când a activat în calitate de director de campanie pentru candidatul republican George H.W. Bush.
Dukakis a susținut implementarea unui program de permisie pentru delicvenți aplicat inițial sub guvernatorul republican Francis Sargent⁠(d) în 1972. În 1976, legislatura din Massachusetts au propus interzicerea permisiilor pentru indivizii care au comis crime de gradul întâi⁠(d). Guvernatorul Dukakis a respins proiectul de lege. La scurtă vreme după, Willie Horton⁠(d), care era încarcerat pe viață pentru uciderea unui băiat în timpul unui jaf, a profitat de programul de permisii și a fost eliberat în weekend. Acesta a răpit un cuplu tânăr, l-a torturat pe bărbat și a violat-o în mod repetat pe femeie. Cazul a devenit piesa centrală a campaniei publicitare anti-Dukakis gestionate de Atwater.

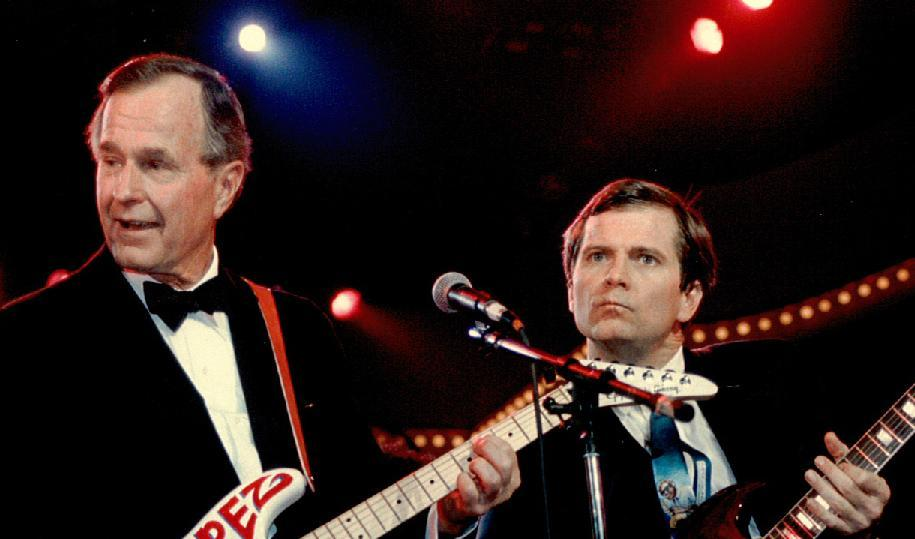
Atwater alături de George H.W.Bush în timpul unui concert în cadrul ceremoniei inaugurale din 21 ianuarie 1989.

Problema permisiei pentru criminali a fost adusă în discuție pentru prima dată de candidatul democrat Al Gore în timpul unei dezbateri. Cu toate acestea, Gore nu a scos în evidență cazul lui Horton. Dukakis a încercat să-și formeze imaginea unui politician moderat din statul liberal Massachusetts. Campania publicitară însă a influențat opinia generală a publicului care considera că Dukakis era prea liberal, iar acest fapt l-a ajutat pe Bush să depășească avansul lui Dukakis de 17% din primele sondaje de opinie și să câștige atât votul electoral, cât și cel popular la o diferență enormă.
Deși Atwater a aprobat fără discuție utilizarea cazului Willie Horton, campania lui Bush nu a difuzat nicio reclamă cu poza lui Horton. În schimb, au difuzat un anunț similar, dar generic. Reclama originală a fost produsă de Americans for Bush, un grup independent condus de Larry McCarthy⁠(d), iar republicanii au beneficiat de pe urma atenției obținute în mass-media națională. Atwater declara cu privire la Dukakis că „îl va numi pe Willie Horton partenerul său în alegeri”. Acesta trebuia să contracareze sloganul de campanie „where was George?” (în română Unde a fost George?) al democraților prin care voiau să denote că Bush era un candidat lipsit de experiență și fără realizări. Mai mult, Bush a fost criticat și de partea republicană din cauza poziției pro-avort din alegerile primare din 1980.
În timpul alegerilor, au apărut o serie de acuzații în mass-media cu privire la viața personală a lui Dukakis, inclusiv afirmația neîntemeiată că soția sa Kitty⁠(d) a ars un drapel al Statelor Unite pentru a protesta împotriva războiului din Vietnam și că Dukakis a primit tratament pentru o boala psihică. În documentarul Boogie Man:The Lee Atwater Story⁠(d), Robert Novak a dezvăluit pentru prima dată că Atwater a încercat personal să-l determine să răspândească aceste zvonuri despre sănătatea mintală a candidatului democrat, însă nu a reușit.
Campania lui Bush din 1988 a depășit deficitul de 17 puncte în sondajele din mijlocul verii și a obținut majoritatea voturilor în 40 de state.

## Viața personală
Atwater s-a căsătorit cu Sally Dunbar în 1978. În martie 2021, Sally a murit la vârsta de 69 de ani. Cei doi au avut trei copii: Sara Lee, Ashley Page și Sally Theodosia. Sally a candidat la funcția de director al educației⁠(d) pentru Carolina de Sud⁠(d) în cadrul alegerilor din 2014⁠(d). Acesta a fost susținută de fostul președinte George H.W. Bush.

### Boala
Pe 5 martie 1990, Atwater a suferit o criză epileptică⁠(d) în timpul unei strângeri de fonduri pentru senatorul Phil Gramm⁠(d). Medicii au descoperit un astrocitom⁠(d) în stadiul III, o formă agresivă de cancer cerebral în lobul parietal drept. A fost supus unui tratament cu radioterapie⁠(d)– la momentul respectiv tratament inovativ – la Centrul Medical Montefiore⁠(d) din New York , iar apoi unui tratament cu radioterapie convențională la Spitalul Universitar George Washington⁠(d) din Washington, D.C.. Tratamentul i-a paralizat partea stângă, a cauzat amuzie⁠(d) și i-a umflat corpul.

## Moartea
Atwater a încetat din viață pe 29 martie 1991 din cauza unei tumori cerebrale. Înmormântarea a avut loc la Biserica Trinity Cathedral din Columbia, Carolina de Sud. O slujbă de pomenire a avut loc la Catedrala Națională din Washington pe 4 aprilie 1991.